# Stanisław Jan Rosochacki
Stanisław Jan Rosochacki herbu Prus (zm. przed 5 października 1713 roku) – miecznik buski od 1697 roku, podstarości i sędzia grodzki bełski w  latach 1690–1701, podczaszy drohiczyński w 1690 roku, pisarz grodzki trembowelski w 1686 roku, podwojewodzi bełski w 1713 roku, marszałek sejmiku gospodarskiego województwa bełskiego w 1711 roku.
Był elektorem Augusta II Mocnego z województwa bełskiego w 1697 roku. Poseł na Sejm 1703 roku z województwa bełskiego.